# Asexualitet

Den asexuella flaggan.

Asexualitet innebär att sakna sexualitet eller könsliv, alternativt att sakna könsorgan, eller att sakna könsdrift och sexuellt intresse. Många djur har brunstperioder varemellan de är asexuella, medan andra djur och växter har asexuell förökning. Asexualitet i bemärkelsen att sakna könsdrift innebär att sakna vilja till sexuellt umgänge, utan att detta beror på exempelvis sexualskräck. Det kan då räknas som ena ytterligheten, där dess motsats kallas hypersexuell störning.
En asexuell person är en människa som inte känner sexuell attraktion till någon. Asexualitet kan beskrivas som en typ av sexuell läggning, eller avsaknad av sexuell läggning. Asexualitet som sexuell läggning har endast uppmärksammats sedan slutet av 1900-talet, och endast ett fåtal vetenskapliga studier har definierat och studerat företeelsen. Statistiskt uppskattas drygt 1 procent av individerna i en population vara asexuella. Asexualitet förkortas ofta till Ace vilket även kan användas som paraplyterm för alla asexuella variationer.
Asexualitet är inte detsamma som celibat och celibat innebär inte asexualitet. En person i celibat väljer frivilligt att avstå från sexuella relationer, oberoende av om personen har förmåga till sexuell attraktion. En asexuell person kan välja att ingå i en sexuell relation, och skillnaden ligger i personens förmåga att känna sexuell attraktion. Asexualiteten baserar sig därför på en personlig läggning och är inte ett medvetet val. Det ska inte heller förväxlas med antisexualitet som är en medveten aversion mot sexualitet och sexuella aktiviteter (se vidare prydhet eller puritanism).

## Varianter av asexualitet
Asexualitet som [avsaknad av] sexuell läggning utgörs endast av personens oförmåga att känna sexuell attraktion. Asexuella personer kan även bli förälskade, ha behov av kärlek och närhet, eller vilja ha en partner. Asexuella personer kan även känna sig attraherade på ett icke-sexuellt sätt, till exempel romantisk, estetisk eller emotionell attraktion. Asexualitet behöver inte heller ha något med en persons sexualdrift att göra. En del asexuella personer kan bli sexuellt upphetsade, men utan att känna sig sexuellt attraherad eller ha en önskan om sexuellt umgänge. Vissa personer har svårt att känna sexuell attraktion om inte speciella omständigheter är uppfyllda, och asexualiteten kan definieras som ett paraply med ett antal speciella underkategorier:

### Autosexualitet
Autosexualitet handlar om att man bara kan känna sexuell attraktion till eller med sig själv.

### Demi- och sapiosexualitet
Demisexualitet har liknande utformning som asexualitet, och den kan ses som ett variant av asexualitet. En demisexuell person är dock intresserad av att utveckla sexuella attraktioner, men personen kan bara göra detta efter att vederbörande skapat ett starkt känslomässigt band till en annan person.
Detta kan även liknas med sapiosexualitet. Detta syftar på en sexuell attraktion som är beroende av att personen först får kontakt på ett intellektuellt plan med en annan person.

### Gråsexualitet
Grå asexuell eller gråsexuell på svenska (ofta förkortat till grace efter engelskans gray + ace), är former av asexualitet där man kan känna sig sexuellt attraherad av andra. Man gör det dock så sällan att det fortfarande räknas till det asexuella forumet.

## Romantiska läggningar
Asexuella känner som sagt aldrig/sällan sexuell attraktion, men de kan känna attraktion på andra plan, till exempel romantisk attraktion. I den kontexten kan det talas om romantisk läggning.
Romantiska läggningar kan vara:
- Aromantisk avsaknad av romantisk attraktion till andra
- Biromantisk romantisk attraktion till person(er) av alla kön - den romantiska motsvarigheten till bisexualitet
- Heteroromantisk romantisk attraktion till person(er) av ett motsatt kön - den romantiska motsvarigheten till heterosexualitet
- Homoromantisk romantisk attraktion till person(er) av samma kön - den romantiska motsvarigheten till homosexualitet
- Panromantisk (även omniromantisk) romantisk attraktion till person(er) av alla kön, avsaknad av kön eller av annan könsidentitet - den romantiska motsvarigheten till pansexualitet
- Polyromantisk (inte att blandas ihop med polyamori) romantisk attraktion till flera, men inte alla kön och genus - den romantiska motsvarigheten till polysexualitet
- Demiromantisk romantisk attraktion efter att utvecklat ett starkt känslomässigt band med person(er)

## Symboler
En svart ring på höger långfinger används ofta som en symbol för att visa sin asexualitet. Man kom överens om detta på forumet AVEN 2005.
Flaggan för asexualitet består av fyra liggande fält i färgerna svart, grått, vitt och lila (räknat uppifrån och ner). Svart står för asexualitet. Grått står för demisexualitet samt gråzonen mellan sexualitet och asexualitet. Vitt står för sexualitet. Lila står för samhörighet. Denna skapades efter omröstningar och diskussioner på forumet AVEN.

## Forskning kring asexualitet
De första empiriska siffrorna över asexualitet kom ut 1994 från en forskargrupp i Storbritannien, där 18 876 britter deltog i en undersökning om sexuell läggning. Drygt 1 % av deltagarna svarade att de aldrig upplevt sexuell attraktion till någon. Om statistiken är representativ finns det över 70 miljoner asexuella individer i världen.
I dagens psykiatriska sjukvård används begreppet som en beskrivning för ett faktiskt fysiskt och psykiskt totalt ointresse för sexualiteten och sexuella relationer. Tillståndet är relevant i samband med utredningar av transsexualism inför ett eventuellt könsbyte, då personens könsidentitet måste klarläggas innan den sociala, psykologiska och fysiska förändringen påbörjas.
Studier har även genomförts på icke-mänsklig sexualitet, sådana studier genomförda på får visade på att 2-3 % av djuren inte visade något intresse för sex; sådana djur klassificerades som asexuella, men var i övrigt helt normala (t.ex. nivåer av hormon).